# Takayuki Negishi
Takayuki Negishi (根岸 貴幸?, Negishi Takayuki; 6 agosto 1961) è un musicista giapponese, famoso per i suoi lavori in Card Captor Sakura e Tokyo Mew Mew.

## Opere
- Cardcaptor Sakura
- Card Captor Sakura - The Movie
- Gekijōban Cardcaptor Sakura: Fūin sareta card
- Crush Gear Nitro
- F-Zero Falcon Densetsu
- Ghost Talker's Daydream
- Hyper Doll
- Kaiketsu Zorori
- Leave it to Kero!
- Legend of Crystania
- Lord of Lords Ryu Knight: Adeu's Legend Final
- Lord of Lords Ryu Knight: Adeu's Legend II
- Lupin III - Dead or Alive: Trappola mortale
- Lupin III - Il segreto del Diamante Penombra
- Lupin III - L'amore da capo: Fujiko's Unlucky Days
- Mirmo
- One Piece
- Pumpkin Scissors
- The World of Narue
- Tokyo Majin Gakuen Kenpucho: Tou
- Tokyo Mew Mew
- Bishōjo Celeb Panchanne
- 100% Fragola